# Vega de San Pedro
Vega de San Pedro är en ort i Mexiko.   Den ligger i kommunen Altotonga och delstaten Veracruz, i den sydöstra delen av landet, 210 km öster om huvudstaden Mexico City. Vega de San Pedro ligger 1 024 meter över havet och antalet invånare är 170.
Terrängen runt Vega de San Pedro är kuperad åt nordväst, men åt sydost är den bergig. Runt Vega de San Pedro är det ganska tätbefolkat, med 129 invånare per kvadratkilometer. Närmaste större samhälle är Atzalan, 9,5 km väster om Vega de San Pedro. I omgivningarna runt Vega de San Pedro växer i huvudsak städsegrön lövskog.